# Gieorgij Arwaniti
Gieorgij Iwanowicz Arwaniti (Arwanti), ros. Георгий Иванович Арванити (Арванти) (ur. w 1889, zm. 13 czerwca 1975 w Warszawie) – rosyjski wojskowy (pułkownik), emigrant
W 1907 r. ukończył suworowski korpus kadetów, zaś w 1910 r. michajłowską artyleryjską szkołę wojskową. Brał udział w I wojnie światowej. Służył w stopniu sztabskapitana w artylerii konnej. W 1917 r. ukończył kurs w nikołajewskiej akademii wojskowej. Służył w sztabie 13 Dywizji Kawalerii. W 1918 r. wstąpił do Armii Dońskiej. Pod koniec czerwca tego roku awansował do stopnia podesauła. Następnie w stopniu podpułkownika objął funkcję szefa sztabu 3 Dońskiej Dywizji Konnej. Pod koniec października 1919 r. przeszedł do sztabu generalnego. Na pocz. 1920 r. wraz z wojskami Białych został ewakuowany na Krym. Od pocz. października tego roku w stopniu pułkownika pełnił obowiązki szefa sztabu 1 Dońskiej Dywizji Konnej. Na pocz. listopada wraz z pozostałymi wojskowymi został ewakuowany do Gallipoli. Na emigracji zamieszkał w Polsce.